# Traumatisme penetrant
El traumatisme penetrant és una ferida oberta que es produeix quan un objecte perfora la pell i entra en un teixit del cos, creant una entrada profunda però relativament estreta. En canvi, un traumatisme contús o no penetrant pot tenir algun dany profund, però la pell que hi ha per sobre no està necessàriament trencada i la ferida encara està tancada a l'entorn exterior. En un traumatisme penetrant, l'objecte penetrant pot restar inclòs en els teixits, tornar a sortir pel camí on va entrar o passar per tot el gruix dels teixits i sortir per l'altra banda.
Una lesió penetrant en la qual un objecte entra al cos o a una estructura i travessa tot el camí a través d'una ferida de sortida s'anomena "traumatisme perforant", mentre que el terme "traumatisme penetrant" implica que l'objecte no perfora totalment. En les ferides per arma de foc, el traumatisme perforant s'associa amb una ferida d'entrada i una ferida, sovint més gran, de sortida.
El traumatisme penetrant pot ser causat per un objecte estrany o per fragments d'os trencat. Normalment, ocorren en crims violents o combats armats, les ferides penetrants solen ser causades per trets i apunyalaments.
El traumatisme penetrant pot ser greu perquè pot danyar els òrguens interns i presenta un risc de xoc i infecció. La gravetat de la lesió varia molt segons les parts del cos implicades, les característiques de l'objecte penetrant i la quantitat d'energia transmesa als teixits. L'avaluació pot implicar radiografies o TC, i el tractament pot implicar cirurgia, per exemple, per reparar estructures danyades o per eliminar objectes estranys. Després d'un traumatisme penetrant, la restricció del moviment de la columna vertebral s'associa amb pitjors resultats i, per tant, no s'ha de fer de manera rutinària.